# Котока (аэропорт)
Международный аэропорт «Котока» (ИАТА: ACC, ИКАО: DGAA) — аэропорт, обслуживающий город Аккра, столицу Ганы. Является самыми важными воздушными воротами страны, приспособлен для принятия самых тяжёлых пассажирских и грузовых судов, таких как Airbus A380 и Ан-124 «Руслан».
Аэропортом управляет ООО Компания Аэропортов Ганы (англ. Ghana Airports Company Limited (GACL)), которая была образована в результате разделения Управления Гражданской Авиацией Ганы (англ. Ghana Civil Aviation Authority (GCAA)) в соответствии с современными тенденциями в авиационной промышленности.
Компания аэропортов была зарегистрирована в январе 2006, и начала свою коммерческую деятельность 1 января 2007, чтобы отвечать современным требованиям в вопросах планирования, развития, управления и поддержки всех аэропортов и аэродромов, начиная с Международного аэропорта «Котока», региональных аэропортов таких «Кумаси», «Суньяни», «Тамале» и т. д., и заканчивая простыми взлётно-посадочнми полосами.
Международный аэропорт «Котока» (англ. Kotoka International Airport (KIA)) является центральным воздушным транспортным узлом западной Африки, и оборудован всеми удобствами и службами, необходимыми для привлечения партнёров и инвесторов. В 2006 аэропорт обслужил 1 083 431 пассажиров, и это число планируется увеличить в процессе модернизации аэропорта за счёт расширения сфер деятельности. В настоящее время является аэропортом базирования авиаперевозчика Antrak Air.
В рамках корпоративных целей аэропорта, Международный аэропорт «Котока» работает с местными общественными организациями, игроками отрасли и политиками над обеспечение концепции чистого неба с целью уменьшения негативного воздействия авиации на окружающую среду. В 2007 году управление также поставила четкие цели, в отношении перехода на электронный документооборот при поддержке Hourglass Consulting. KIA — как один из четырёх обслуживающихся GACL — может похвастаться тем, что одним из первых в Африке арендовал и внедрил у себя облачные вычисления.

## Авиапроисшествия и несчастные случаи
- 5 октября 2010 самолёт Турецких Авиалиний во время рулёжки врезался в самолёт Deutsche Lufthansa AG, стоящий на взлётной полосе. Была повреждена законцовка крыла самолёта немецкой авиакомпании, потребовалась её замена. Никто не пострадал; отремонтированный Airbus A330, с 23-часовой задержкой, благополучно приземлился во Франкфурте.
- 2 июня 2012 года. Самолёт Boeing 727-200F (регистрационный 5N-BJN) авиакомпании Allied Air, совершавший грузовой рейс DHV-3 из международного аэропорта имени Мурталы Мохаммеда (Лагос) в международный аэропорт Котока, при выполнении посадки в аэропорту назначения промахнулся мимо взлётно-посадочной полосы, выкатился на соседнюю с аэропортом улицу и врезался в микроавтобус. Погибло 12 человек на земле, четверо членов экипажа получили травмы различной степени тяжести[1][2].